# Alcis qudai
Alcis qudai är en fjärilsart som beskrevs av Yang 1978. Alcis qudai ingår i släktet Alcis och familjen mätare. Inga underarter finns listade i Catalogue of Life.